# Gerphil Flores
Gerphil Geraldine Flores (* 29. September 1990 in Hamburg) ist eine philippinische Sängerin und im asiatischen Raum seit den 2010er Jahren gut bekannt.

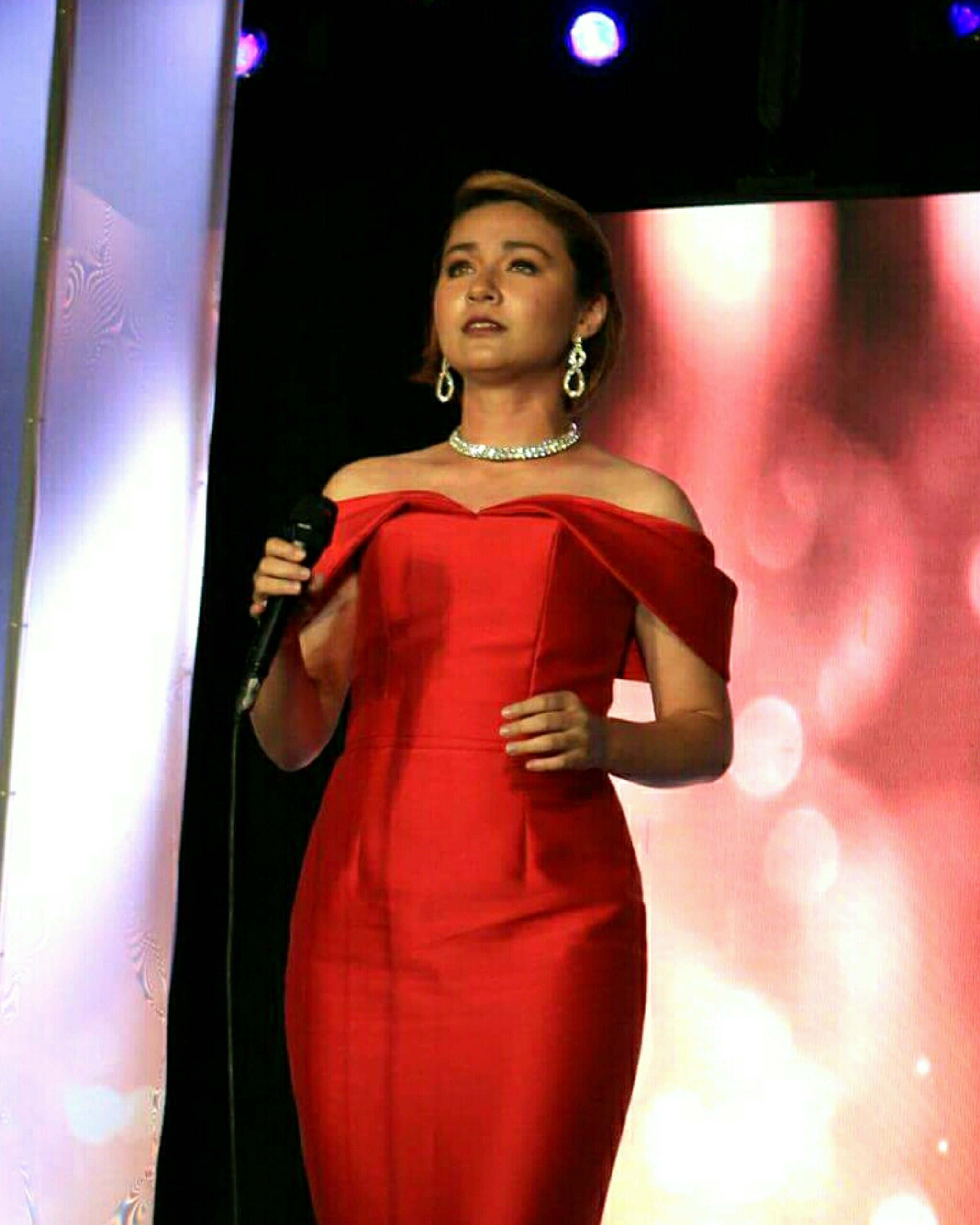
Gerphil Flores als Lady in Red

## In Deutschland
Gerphil Flores ist die Tochter einer japanisch-philippinischen Mutter und des deutschen Rechtsanwalts Rolf Geffken. Sie kam im Altonaer Kinderkrankenhaus zur Welt und besitzt auch die deutsche Staatsbürgerschaft. Bis zu ihrem vierten Lebensjahr lebten die Eltern zusammen und nahmen Gerphil auch frühzeitig mit in Opernvorstellungen. So trällerte sie bereits mit drei Jahren Arien aus Opern von Beethoven und Mozart, beispielsweise Der Hölle Rache kocht in meinem Herzen (Königin der Nacht aus der Zauberflöte).

## Auf den Philippinen
Im Jahr 1994 zog die Mutter, die aus der Stadt Sorsogon in der Region Bicol stammte, mit ihrer Tochter ohne Ankündigung und ohne Begründung zurück in ihre Heimat. Dort erlernte Gerphil Flores die philippinische Sprache, ihre Liebe zur Musik wurde durch den philippinischen Großvater und andere Familienmitglieder gefördert.
Im Alter von 11 Jahren begann Flores eine intensive musikalische Karriere. Sie übte täglich zu Hause und ließ sich vor allem von ihrer Mutter Hinweise zur weiteren Verbesserung geben.
So entwickelte sich Gerphil zur Opernsängerin (Sopranistin), die seit 2001. Sie begann er eine Karriere als Musicaldarsteller in Musicals wie The Sound of Music, Alice im Wunderland, Die kleine Meerjungfrau und Romeo und Julia. Öffentlich auftritt und unter anderem im Jahr 2015 in der asiatischen Talenteshow Asia’s Got Talent einen zweiten Preis errang. Sie trägt aber auch gern philippinische Volkslieder vor.

## Ausbildung
Nach einem College-Besuch studierte sie an der University of the Philippines Diliman in Manila Musik und schloss das Studium 2016 mit einem Diplom für kreative Gesangskunst und einem Bachelor in Musik mit „cum laude“ ab. Von 2017 bis 2019 studierte sie an der Universität von British Columbia Kunstgeschichte in Vancouver / Canada, das sie mit einem Master Degree abschloss.

## Auszeichnungen
Ab dem Jahr 2009 beteiligt sich Gerphil Flores am Gesangswettbewerb Aliw Award, den sie seit 2013 ununterbrochen gewinnen konnte und zwar meist in mehreren Kategorien wie Beste weibliche Darbieterin (best female classic performer) oder beste Akteurin. Insgesamt waren es bisher (Stand November 2018) neun Titelgewinne und vier Nominierungen.

## Vater sucht und findet Tochter
Rolf Geffken hatte vier Jahre lang in den Philippinen vergeblich nach seiner Tochter gesucht. Erst mit Hilfe des Internet stieß der Vater im Jahr 2010 auf einen Auftritt seiner Tochter auf der Plattform Youtube, hat sie dann umgehend auf den Philippinen besucht und in seine Arme geschlossen. Seitdem versucht Geffken, Gerphil nach Hamburg einzuladen, was ihm das Auswärtige Amt bisher (Stand November 2018) verweigert: es stellt der Tochter keinen offiziellen deutschen Reisepass aus. Gerphil Flores hatte sich in der deutschen Botschaft in Manila darum bemüht und ihren deutschen Kinderausweis als Beleg vorgelegt. Doch dieser wurde von den Diplomaten eingezogen, weil nach den gültigen Gesetzen die deutsche Staatsbürgerschaft mit Erreichung der Volljährigkeit erlischt, wenn die betreffende Person selbst keinen Antrag auf Verlängerung stellt.

## Probleme mit dem Pass
Dagegen beantragte und erhielt Gerphil Flores im Jahr 2008 einen philippinischen Pass, um eine Konzertreise im Ausland antreten zu können. Damit ist für das auswärtige Amt ersichtlich, dass Flores auf ihre deutsche Staatsbürgerschaft verzichtet hat. Vater und Tochter sehen das anders und haben dazu sogar bereits eine eidesstattliche Erklärung abgegeben. Obwohl die Sängerin nicht in Deutschland leben will, möchten beide nicht auf die deutsche Staatsbürgerschaft verzichten, unter der sie in Manila bei den Behörden sowieso geführt wird. Geffken akzeptiert diese Ablehnung nicht und hat deshalb im Frühjahr 2018 im Namen seiner Tochter vor dem Berliner Verwaltungsgericht Klage gegen das Auswärtige Amt erhoben. Er möchte die Passverweigerung aufheben lassen. 2019 besuchte Gerphil Flores nach 25 Jahren ihren Vater in Hamburg.